# Альфа-кетоглутаровая кислота
α-Кетоглутаровая (альфа-кетоглутаровая) кислота — одно из двух кетоновых производных глутаровой кислоты. Название «кетоглутаровая кислота» без дополнительных обозначений обычно означает альфа-форму. Отличается от β-кетоглутаровой кислоты только положением кетонной функциональной группы и встречается гораздо реже.
Анион α-кетоглутаровой кислоты, α-кетоглутарат (также называемый оксоглутарат) — важное биологическое соединение. Это кетокислота, которая образуется при дезаминировании глутамата. α-Кетоглутарат является одним из соединений, образующихся в цикле Кребса.

## Биологическое значение

### Цикл Кребса
α-Кетоглутарат — ключевой продукт цикла трикарбоновых кислот , образуется в результате декарбоксилирования изоцитрата и превращается в сукцинил-CoA в альфа-кетоглутарат дегидрогеназном комплексе. Анаплеротические реакции могут пополнять цикл на данном этапе путём синтеза α-кетоглутарата трансаминированием глутамата, или действием глутаматдегидрогеназы на глутамат.

### Синтез аминокислот
Глутамин синтезируется из глутамата с помощью фермента глутаминсинтетазы, которая на первой стадии образует глутамилфосфат, используя в качестве донора фосфата АТФ; глутамин образуется в результате нуклеофильного замещения фосфата катионом аммония в глутамилфосфате, продуктами реакции являются глутамин и неорганический фосфат.

### Транспорт аммиака
Другой функцией альфа-кетоглутаровой кислоты является транспорт аммиака, выделяющегося в результате катаболизма аминокислот.
α-Кетоглутарат — один из важнейших переносчиков аммиака в метаболических путях. Аминогруппы от аминокислот прикрепляются к α-кетоглутарату в реакции трансаминирования и переносятся в печень, попадая в цикл мочевины.

### Продление жизни
Обнаружено, что α-кетоглутарат, благодаря его способности подавлять АТФ-синтазу и таким образом понижать уровень АТФ, а также ингибировать mTOR, способен увеличивать продолжительности жизни нематод, мухи Drosophila и мыши